# Escoire
Escoire település Franciaországban, Dordogne megyében. Lakosainak száma 399 fő (2022. január 1.). Escoire Sarliac-sur-l’Isle, Antonne-et-Trigonant és Bassillac et Auberoche községekkel határos.

## Népesség
A település népességének változása:
| Lakosok száma | 168  | 234  | 367  | 457  | 443  | 424  | 418  | 408  | 400  | 399  |
|               | 1968 | 1982 | 1990 | 2006 | 2013 | 2015 | 2017 | 2019 | 2020 | 2022 |